# Bidet

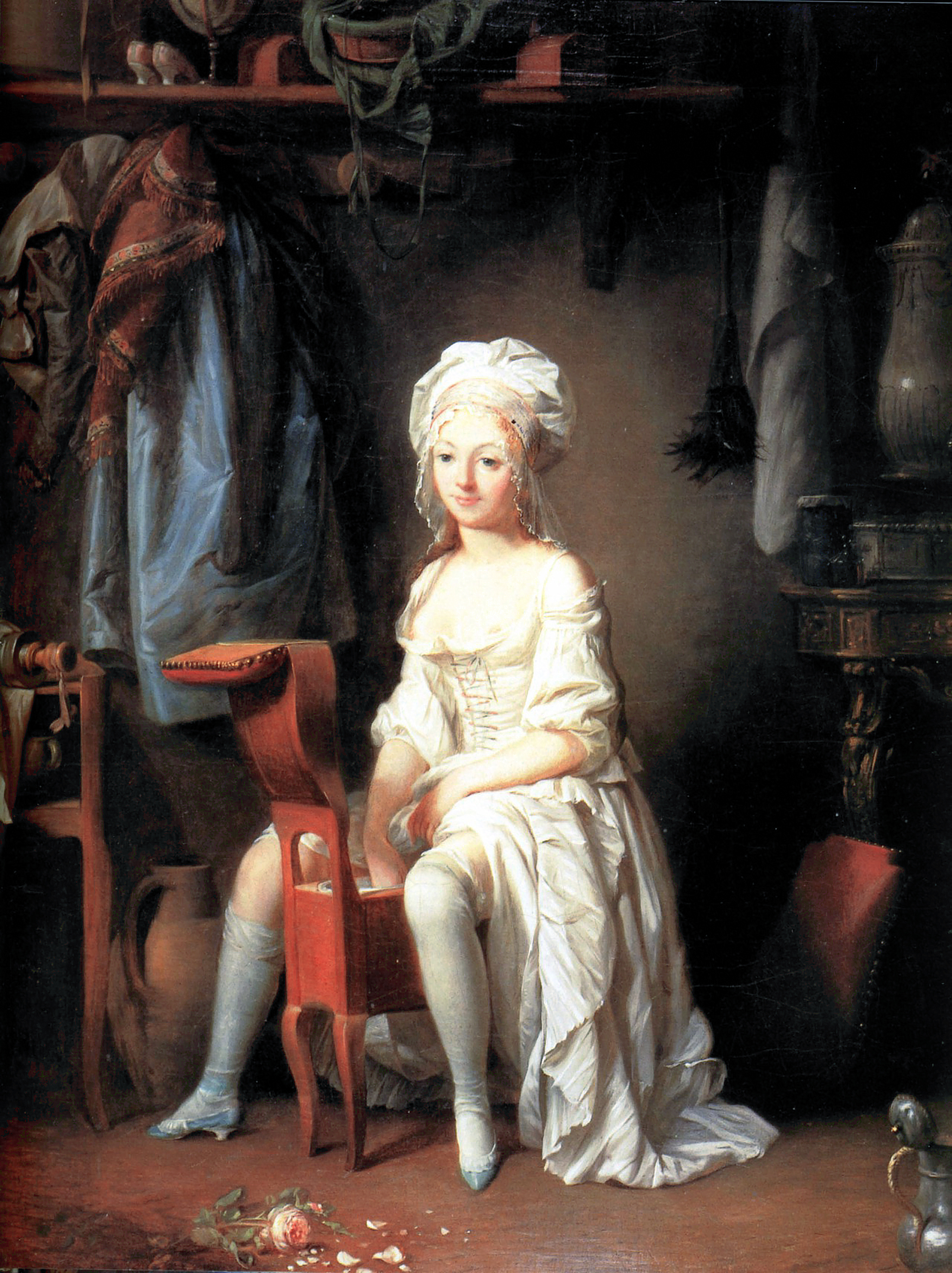
Bidet z XVIII wieku w użyciu

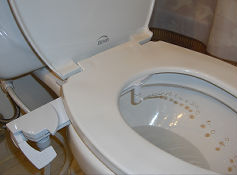
Dodatkowy bidet

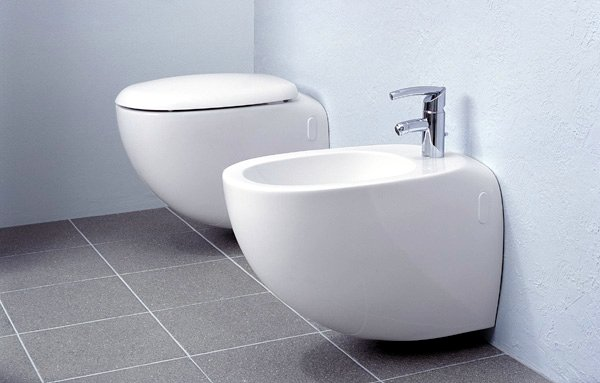
Bidet wiszący (w tle sedes)

Bidet – urządzenie z ceramiki sanitarnej służące do podmywania się. Bidet umożliwia umycie okolic krocza oraz odbytu bez konieczności rozbierania się do naga, w wygodnej, siedzącej pozycji. Jest częścią wyposażenia łazienek. Wyglądem i wielkością przypomina z jednej strony muszlę klozetową, z drugiej zaś umywalkę umieszczoną nad podłogą. Może być stojący na podłodze lub wiszący na ścianie. Sposób podłączenia do instalacji wody i kanalizacji jest analogiczny jak podłączenie umywalki (jest też wyposażony w przelew chroniący pomieszczenie przed zalaniem). Bateria montowana na bidecie zazwyczaj wyposażana jest w odpływ lekko zadarty do góry lub z ruchomą końcówką umożliwiającą regulację kierunku wypływu wody. Bateria może być wyposażona także w elastyczny przewód wysuwany z wylewki.
W Polsce są dostępne bidety elektroniczne montowane bezpośrednio na misce WC. Rozwiązanie powszechnie stosowane np. w Japonii, Korei i innych krajach Dalekiego Wschodu, gdzie znane jest pod nazwą washlet. Jest to urządzenie, w którym dysza wysuwa się z panelu głównego myjąc wodą intymne części ciała.  
Bidety elektroniczne posiadają między innymi funkcje mycia oscylacyjnego, masażu oraz suszenia, program mycia dla kobiet, program rodzinny, oraz funkcję pomagającą w przypadku obstrukcji.